# 何塞·坎帕尼亞
何塞·坎帕尼亞（西班牙語：José Campaña；1993年5月31日—）是一位西班牙足球運動員。在場上的位置是中場。現效力於西甲球隊拉斯彭馬斯。他曾代表西班牙國家足球隊參賽。